# Daniela Vega (modelo)
Daniela Margarita Vega Mendoza (San Juan del Cesar, La Guajira; 14 de noviembre de 1992) es una modelo, periodista y presentadora colombiana. Participó en el Concurso Nacional de Belleza de Colombia en su edición del 2012, como representante del departamento de La Guajira. Hacia parte de la sección de entretenimiento de Noticias Caracol, llamada Show Caracol.

## Carrera

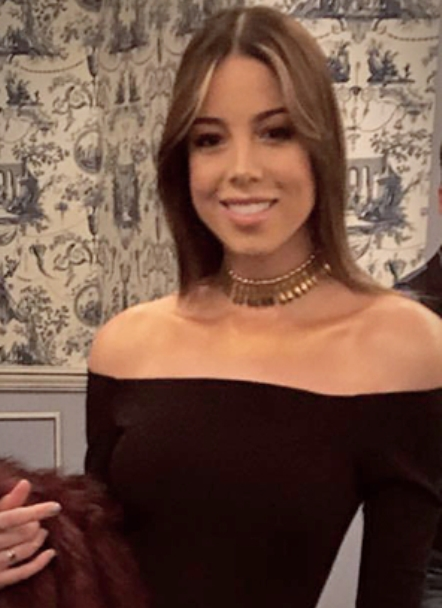
Vega en Nueva York, durante un evento en el 2017.

Vega participó en el Concurso Nacional de Belleza de Colombia en su edición del 2012, como representante del departamento de La Guajira, donde clasificó al cuadro de diez semifinalistas. Un año después, la organización Concurso Nacional de Belleza la designó como representante de Colombia en el certamen internacional Miss Continentes Unidos en Ecuador donde logra figurar en el cuadro de semifinalistas, ocupando la sexta posición.
Vega estudió Comunicación social y Periodismo en la Universidad del Norte de Barranquilla, además presentó las noticias de farándula del Noticiero Televista, un informativo del canal regional Telecaribe. En 2014 laboró como periodista de La Financiera del Desarrollo Territorial (FINDETER). Más tarde, se radicó en Bogotá, donde tomó talleres de presentación de televisión. Vega audicionó para presentar noticias de entretenimiento en Caracol Televisión, respondiendo a una reestructuración en esa sección por parte de las directivas, finalmente en abril de 2015 ingresó a Noticias Caracol, exactamente a la franja de farándula, conocida como Show Caracol, junto a Viviana Dávila y Daniela Pinedo. Allí inició como presentadora de la franja de los fines de semana y fue la presentadora de la emisión del mediodía junto a Claudia Lozano.

## Vida personal
Vega sostuvo una relación de cuatro años con el abogado barranquillero Guillermo Polo, en septiembre de 2016, se comprometieron, pero en abril de 2017, la presentadora en el programa La Red, confirmó la cancelación de su boda y el fin de su relación sentimental. A la periodista se le ha vinculado sentimentalmente con el empresario Joaquín Rodríguez, hermano de la cantante y actriz Carolina Sabino y con el cantante y compositor de música pop Manuel Medrano. tuvo una relación sentimental con el jugador colombiano Santiago Tréllez, delantero del Deportivo Pasto de Colombia.Actualmente tiene una relación sentimental con Ricardo Álvarez, conocido como Ricky.

## Premios y nominaciones
| Año  | Premiación         | Trabajo nominado | Categoría                      | Resultado | Ref.   |
| ---- | ------------------ | ---------------- | ------------------------------ | --------- | ------ |
| 2016 | Premios TVyNovelas | Noticias Caracol | Mejor presentador de farándula | Nominada  | [ 12 ] |